# Mia Hafrén

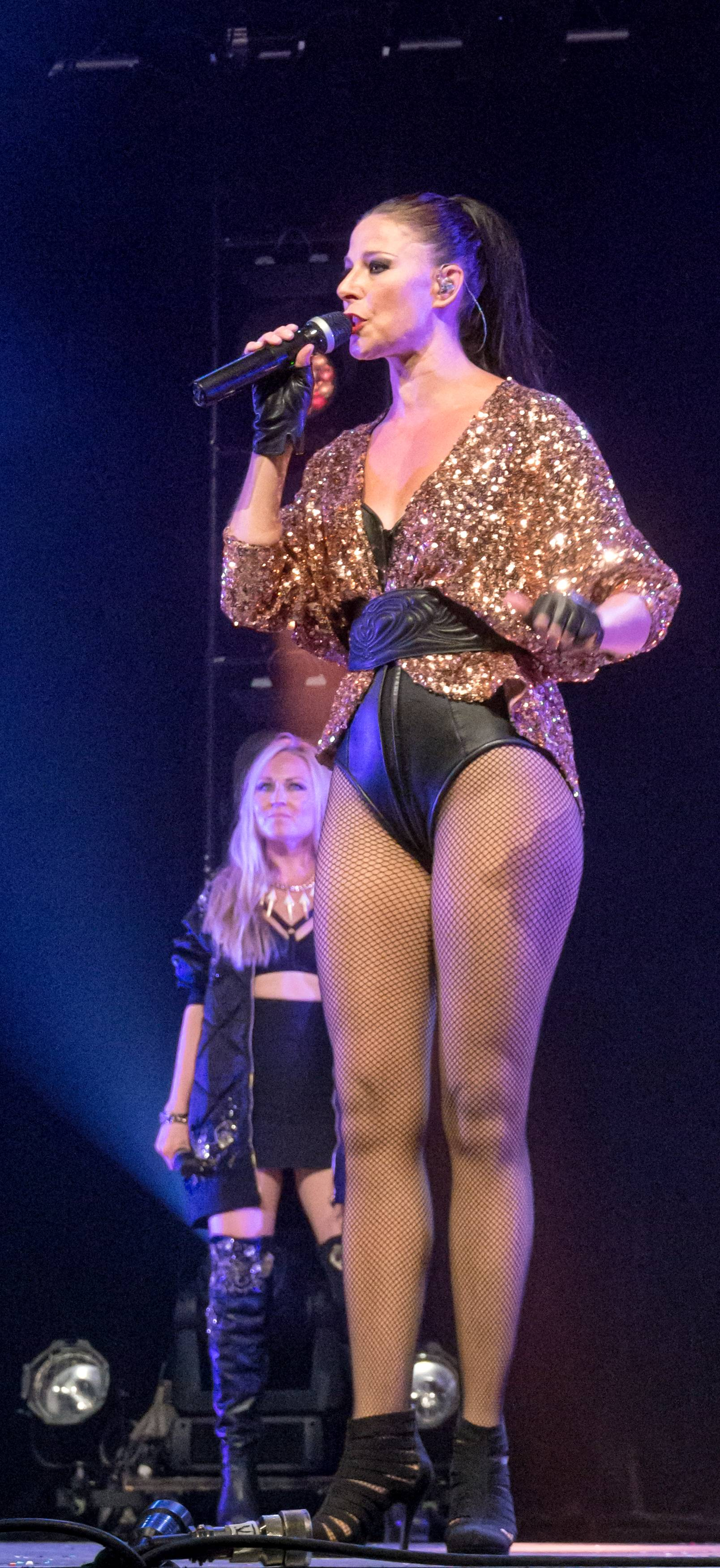
Mia Hafrén mit Fork beim Zeltmusikfestival 2015

Mia Johanna Hafrén (geboren 4. März 1974 in Loviisa) ist eine finnische Schauspielerin und Sängerin sowie seit 2023 Vorsitzende von Marthaförbundet, der größten finnlandschwedischen Frauenorganisation.

## Leben und Wirken
Die Finnlandschwedin Mia Hafrén ist im zweisprachigen Lovisa (finnisch Loviisa) geboren und aufgewachsen. Sie besuchte die Schule in ihrer Heimatstadt und machte 1997 einen Abschluss an der Theaterakademie Helsinki. Nach ihrem Abschluss bekam sie eine Stelle am schwedischsprachigen Åbo Svenska Teater, die sie bereits nach einem Jahr aufgab, um freiberuflich zu arbeiten.
Obwohl ihre Muttersprache Schwedisch ist, ist Mia Hafrén auch als Schauspielerin in finnischsprachigen Rollen bekannt: zum Beispiel als Susanna Rouhiala in der von Yle TV1 produzierten Fernsehserie Tahdon asia, als Vava Lindhof in der historischen Dramaserie Hovimäki bei Yle TV2 und als Hannele in der Serie Klikkaa mua bei MTV3.
Am bekanntesten ist Mia Hafrén als Sängerin der 2020 aufgelösten a-cappella-Gruppe Fork, deren Mitbegründerin sie 2015 war. Später hat sie als Singer-Songwriter zwei eigene Alben veröffentlicht: Också för dig (2022) auf Schwedisch und For the Brave (2024) auf Englisch.
Neben ihrer Karriere als Künstlerin arbeitet Hafrén als Gesprächstherapeutin mit Kurzzeittherapie. 2023 wurde sie zur Vorsitzenden von Marthaförbundet („Martha-Verband“) gewählt, einer 1899 gegründeten und heute als eingetragener Verein registrierten finnlandschwedischen Frauenorganisation mit etwa 9000 Mitgliedern.

## Filmografie
Filme
- 2010: Prinsessa
- 2021: Den svavelgula himlen

Serien
- 1993: 16
- 2002: Hovimäki
- 2004: Fling
- 2005: Tahdon asia
- 2008: Harvoin tarjolla
- 2011–2014: Klikkaa mua
- 2016: Ihon alla